# Graettinger (Iowa)
Pour les articles homonymes, voir Graettinger.
Graettinger est une ville du comté de Palo Alto, situé dans l'Iowa, États-Unis. La population était de 900 habitants lors du recensement de 2000.

## Histoire
La ville a été fondée par des colons allemands. 
Graettinger est le lieu de la plus ancienne fête du travail (Labor Day) dans l'État de l'Iowa. Chaque année, la ville célèbre ce jour avec un défilé de danse de rue, un spectacle de variétés, le couronnement d'une reine, un concours de dessin et d'autres événements.